# Debagarh
Debagarh (alternativt Deogarh) är en stad i den indiska delstaten Odisha, och är huvudort för ett distrikt med samma namn. Folkmängden uppgick till 22 390 invånare vid folkräkningen 2011.